# 中村登志哉
中村 登志哉（なかむら としや、1960年 - ）は、日本の政治学者。専門は国際関係論。名古屋大学大学院情報学研究科附属グローバルメディア研究センター長・教授、グローバル・ガバナンス学会会長。

## 人物・経歴
愛知県名古屋市生まれ。南山高等学校を経て、1985年同志社大学法学部卒業、共同通信社入社。ベルリン自由大学留学を経て、1994年青山学院大学大学院国際政治経済学研究科修了。共同通信社外信部記者、共同通信社ウィーン支局長などを歴任。
2002年メルボルン大学現代欧州研究センター研究員。2003年平和・安全保障研究所客員研究員。2004年県立長崎シーボルト大学国際情報学部教授。2008年メルボルン大学大学院政治学研究科修了。2009年Ph.D.（Political Science） 。
2010年名古屋大学大学院国際言語文化研究科教授。2017年名古屋大学大学院情報学研究科附属グローバルメディア研究センター長・教授。2020年グローバル・フォーラム有識者メンバー。2022年グローバル・ガバナンス学会会長。専門は国際関係論。

## 著作

### 著書
- 『ドイツの安全保障政策　平和主義と武力行使』一藝社 2006年
- "Power Transition and International Order in Asia: Issues and Challenges" Routledge  2013年

### 編著
- 『戦後70年を越えてドイツの選択・日本の関与』一藝社 2016年

### 訳書
- G. J. グレースナー著『ドイツ統一過程の研究』（中村ゆかりと共訳）青木書店 1993年
- ハンス・クンドナニ著『ドイツ・パワーの逆説 : 〈地経学〉時代の欧州統合』一藝社 2019年